# Echiniscus rodnae
Echiniscus rodnae är en djurart som tillhör fylumet trögkrypare, och som beskrevs av Claxton 1996. Echiniscus rodnae ingår i släktet Echiniscus och familjen Echiniscidae. Inga underarter finns listade i Catalogue of Life.